# علم مواد در آثار علمی تخیلی
علم مواد در آثارهای علمی-تخيلي، مطالعهٔ شیوهٔ به تصویرکشیده شدن علم مواد، در جریان داستان‌های علمی است. صحّت و درستی علم مواد ترسیم‌شده، دامنهٔ گسترده‌ای را شامل می‌شود؛ گاهی برون‌یابی فناوری موجود است و گاهی تصویری واقع‌گرایانه از یک فناوری که هنوز به‌وجود نیامده‌است؛ البته گاهی ممکن است صرفاً یک دستگاه ترسیمی باشد که علمی به نظر می‌رسد اما در واقع دارای هیچ پایهٔ علمی نیست. مثال‌هایی در این رابطه عبارت‌اند از:
- برون‌یابی علم موجود: در سال ۱۹۷۹ در داستان بلند «چشمه‌های بهشت»،آرتور کلارک در مورد بالابرهای فضایی نوشته‌است، کابل‌های بلندی که از سطح زمین شروع شده و تا مدار ژئوسنکرون امتداد یافته‌ند. چنین پدیده‌ای نیازمند ماده‌ای با استحکام کششی بسیار زیاد و وزن کم است. امروزه نانولوله‌های کربنی این ویژگی را پوشش می‌دهند؛ بنابراین با اینکه درحال حاضر قابلیت ساخته‌شدن ندارد اما از نظر علمی امکان‌پذیر است و هیچ قانون فیزیکی را نقض نمی‌کند.
- موارد واقع‌گرایانه: در سال ۱۹۴۴، داستان «مهلت تعیین‌شده»[۱] نوشتهٔ کِلِو کارتمیل، بمب اتمی را به تصویر کشیده‌است.[۲] در این داستان، ویژگی ایزوتوپ‌های مختلف، برای دستگاه پیشنهادشده و ترسیم آن حیاتی است و فناوری مورد نظر واقعی اما برای نویسند ناشناخته بوده‌است.
- موارد ترسیمی (بدون پایهٔ علمی): یک مثال از این گونه موارد، داستان بلند نوشتهٔ لری نیوِن است که در آن ماده‌ای به نام «اسکریث»، جهان حلقه را می‌سازد. این ماده دارای استحکام فوق‌العاده بالایی است که از دیدگاه فیزیکی غیرمنطقی اما برای ترسیم داستان ضروری بوده‌است.

مهم‌ترین بررسی‌های علم مواد در داستان‌های علمی نیز در سه حوزهٔ اشاره‌شده دسته‌بندی می‌گردد. در این بررسی‌ها بر جنبهٔ پیش‌بینی داستان‌ها تأکید شده‌است، برای مثال در شعار دپارتمان مهندسی و علم مواد «جورجیا تک» آمده‌است: «دانشمندان مواد، راه تبدیل داستان‌های علمی دیروز به واقعیت فردا را رهبری می‌کنند». این موضوع همچنین راهبرد بسیاری از مقالات فناورانه است، مانند «طراحی مواد: علم آینده یا داستان علمی» نوشته‌شده در «طیف IEEE»، معروف‌ترین مجلهٔ مؤسسهٔ مهندسان برق و الکترونیک.
انتقاداتی نیز به مواد غیرواقع‌گرایانه در داستان‌های علمی وجود دارد. برای مثال در مجلهٔ تخصصی علم مواد «JOM»، مقالاتی به نام «مهندسی و علم مواد در جهان جنگ ستارگان» و «شخصیت‌پردازی: مهندسی و علم مواد ربات‌های انسان‌ما» به چاپ رسیده‌است

## مثال‌ها
در بسیاری از موارد، جنبه علم مواد در یک اثر تخیلی به اندازه کافی جالب است که اشخاص دیگر غیر از نویسنده دربارهٔ آن اظهار نظر کرده‌اند. در اینجا برخی از این نمونه‌ها و رابطهٔ آن‌ها با استفاده از علم مواد در دنیای واقعی، در صورت وجود، آورده شده‌است.
| مصرف واقعی مرتبط | مصرف | منبع | نام                                                                   |
| --- | --- | --- | --------------------------------------------------------------------- |
| یاقوت کبود، یک اکسید آلومینیوم ({\displaystyle {\ce {Al2O3}}})، شفاف است و به عنوان مادهٔ ساخت پنجره در برخی از کاربردهای علمی استفاده می‌شود. در زندگی واقعی، دانشمندان پلاستیکی به مستحکمی فولاد، اما شفاف را معرفی کرده‌اند. | در فیلم Star Trek IV: The Voyage Home (پیشتازان فضا۴: سفر به خانه) در سال ۱۹۸۶، اسکاتی دستورالعمل‌هایی را برای ساخت مادهٔ تخیلی آلومینیوم شفاف ارائه داد. | Star Trek (پیشتازان فضا)                                                                                                  | آلومینیوم                                                             |
| استفاده از بریلیوم در این کاربردهای تخیلی ممکن است ناشی از استفاده واقعی از آن در برخی از انواع بمب هسته‌ای باشد. | محافظ آزمون ملی استاندارد ستاره‌شناسی (NSEA) اخترپیما با گوی‌های بزرگ بریلیوم تغذیه می‌شود. همچنین بریلیوم برای ایجاد بمب مورد نیاز است که با بررسی اجزای فلزی یک «سکه بریلیومی» خیالی در (سایه)The Shadow (1994) پیدا شد. منتقدان این شباهت را متذکر شده‌اند. | (جستجوی کهکشان)، (سایه)                                                                                                   | برلیوم                                                                |
| فکر جدی برای استخراج اکسیژن از سنگ‌های ماه به عنوان حامی و نیرو محرکهٔ زندگی وجود دارد. ناسا حامی جایزه (MoonROx) را برای اولین فعالیت پیش‌نمونه است. | در هنگام ایجاد سنگ‌های مناسب، مانند کربنات کلسیم، اکسیژن به عنوان محصول جانبی در هنگام تشکیل تونل‌های کریستالی توسط توکرا تولید می‌شود و باعث فراهم شدن زمان برای تأمین حیات فراهم می‌شود | StarGate SG1 (دروازهٔ ستاره)                                                                                               | کلسیم کربنات                                                          |
| علم در اینجا واقع بینانه است. خوشبختانه بمب‌های کبالت در حوزه داستان‌های علمی و تخیلی باقی مانده‌اند. | نیمه عمر ۵٫۲۷ ساله رادیواکتیو عنصر کبالت به قدری کوتاه است که می‌تواند تشعشعات شدیدی ایجاد کند، اما به اندازه کافی طولانی است که در سراسر جهان پراکنده می‌شود و بهتر است تا در حفاظش بماند و از ان محافظت شود. این ترکیب، بمب ساخته شده از کبالت را به سلاحی عالی برای روز قیامت تبدیل می‌کند. | داستان‌های آخرالزمانی (Apocalyptic fiction)مانند ماه سبز است، "قطعه نمایشگاه (Exhibit Piece)" و " در ساحل (On the Beach)". | کبالت                                                                 |
| موشکی استفاده می‌شود، اما به دلیل هدایت حرارتی بالا، نه به عنوان منبع انرژی. | در این مجموعه داستان‌ها، مس به عنوان سوخت سفینه فضایی استفاده می‌شود و توسط «عنصر ایکس» مستقیماً به انرژی تبدیل می‌شود. وقتی ذخایر مس کشتی فضایی به پایان رسید، با مراجعه به سیستم سبز که دارای اقیانوس‌های حاوی سولفات مس است، می‌تواند سوخت‌گیری کرده و به خانه بازگردد. | Skylark of Space توسط ادوارد ای. «داک» اسمیت                                                                              | مس و سولفات مس دو ظرفیتی                                              |
| در حقیقت لیتیم یک گاز دواتمی را توصیف می‌شود. | سیارات رخ می‌دهد. هنگامی که در یک میدان الکترومغناطیس\|الکترومغناطیسی با بسامد\|فرکانس بالا قرار می‌گیرد، ساختارهای مغناطیسی در ساختار آن ایجاد می‌شوند که ذرات باردار را از شبکه کریستال دور نگه می‌دارد. این مانع از واکنش آن با ضد ماده‌ها در صورتی که پر انرژی باشند می‌شود، زیرا اتم‌های ضد ماده در واقع هرگز آن را لمس نمی‌کنند؛ بنابراین، برای مهار و تنظیم واکنش و از بین بردن ماده و ضد ماده در سیستم پیشرانش ستاره‌پیما ستاره پیمای مافوق صوت استفاده می‌شود. که در غیر این صورت با رخ دادن واکنش نابودی کنترل نشده منفجر می‌شود. اگرچه بلورهای مصنوعی با کیفیت پایین قابل رشد یا تکثیر هستند، اما قدرت واکنشی که می‌توانند بدون تکه‌تکه شدن و نابود شدن تنظیم کنند محدود است و بنابراین اصلاً برای کاربردهای این درایو مافوق صوت مناسب نیستند. به دلیل نیاز به بلورهای طبیعی لیتیم برای سفرهای بین ستاره ای، رسوبات این ماده منبع بسیار بحث‌برانگیزی است و به همین دلیل بلورهای لیتیم بیش از همه دلایل دیگر منجر به درگیری و تنش بین ستاره ای شده‌است. | star trek (پیشتازان فضا)                                                                                                  | لیتیم                                                                 |
| دورالومین یک آلیاژ آلومینیوم نسبتاً قدیمی است که دارای خواص غیر استثنایی با استانداردهای مدرن است. علاوه بر این، از فلزات دیگر مانند تیتانیوم بسیار قوی تر و تقریباً هم وزن می‌باشد. | شخصیت کامیک مارول، کاپیتان آمریکا، برای محافظت بیشتر، زیر لباس خود زره دورالومین سبک می‌پوشد. در بازی Resident Evil: Code Veronica یک کیف دوالومین ارائه شد. ۲شکل از آن در بازی Danganronpa 2: Goodbye Despair نشان داده شد. نام آلیاژ ساختگی دورانیوم مورد استفاده در پیشتازان فضا اساساً از دورالومین گرفته شده‌است. | متنوع | دورآلومین                                                             |
| این عنصر دارای ایزوتوپ‌هایی با جرم بحرانی بسیار کم است. مقادیر کم ۳۲ گرم در نوشته‌ها گزارش شده‌است. با این حال، یک ایزوتوپ اینشتینیم با وزن اتمی ۱۱۹ غیرواقعی است – عدد جرمی آن در واقعیت از ۲۴۵ تا ۲۵۷ است. | در رمان جنگ سرد ویلیام کریگ، از einsteinium-119 برای ساخت کلاهک هسته ای در داخل یک هفت تیر Colt .45 استفاده شده‌است. | کتاب بحران تاشکند (The Tashkent Crisis)                                                                                   | اینشتینیوم                                                            |
| در زندگی واقعی، فولرن‌ها و نانولوله‌ها دارای خصوصیات مکانیکی، الکتریکی و حرارتی نسبتاً استثنایی هستند. | نمونه‌هایی از فولرن‌ها اغلب در فرهنگ عامه دیده می‌شود. فولرن قبل از اینکه دانشمندان به‌طور جدی به آنها علاقه‌مند شوند، به خوبی در داستان ظاهر می‌شد. دیوید جونز در یک ستون طنزآمیز در سال ۱۹۶۶ میلادی برای New Scientist، امکان ساختن مولکولهای غول پیکر کربن توخالی را با تحریف یک شبکه شش ضلعی صفحه ای با افزودن اتم‌های ناخالصی پیشنهاد کرد. | کتاب چشمه‌های بهشت، بسیاری دیگر                                                                                            | کربن، به عنوان نانولوله‌های کربن و فولرن                               |
| آب سنگین یا آبی که با دوتریم ساخته می‌شود، دارای برخی کاربردهای پیشرفته است، از جمله استفاده به عنوان تعدیل کننده در راکتورهای هسته ای. از طرف دیگر، آب سخت فقط آبی است که دارای بسیاری از مواد معدنی محلول است. | آب سخت با بار الکتریکی موردی بود که سرعت فوق‌العاده سریع فلش (جی گاریک) را برای اولین بار ایجاد کرد. با این حال ، منتقدان و حتی نویسندگان متوجه شدند که این بعید است و منشأ آن آب سنگین است. | کامیک فلش | آب سخت                                                                |
| مواد موجود در سطح ماه حاوی هلیوم-۳ در غلظت‌هایی در محدوده 1/4-15 ppb در مناطق دارای نور خورشید می‌باشد و ممکن است در مناطق تحت سایه دائمی غلظت 50 ppb داشته باشد. تعدادی از افراد، با شروع به کار جرالد کالچینسکی در سال ۱۹۸۶، پیشنهاد استخراج سنگ قمر ماه (سنگ پوشه ماه) را داده‌اند.                                                                                | در چندین اثر علمی-تخیلی استخراج هلیوم-۳ در ماه به‌طور برجسته نشان داده شده‌است هم چون Moon,Iron Sky,Anno 2205 و Luna:New Moon. Morning Star استخراج هلیوم-۳ در ماه مریخ را به‌طور برجسته نشان داده‌است. درحالیکه رمان Red Rising استخراج هلیوم-۳ از خود مریخ را نشان می‌دهد. هلیوم-۳ از آن جا که می‌تواند به عنوان انرژی مورد نیاز گداختن استفاده شود، بسیار ارزشمند می‌باشد. | فیلم‌های ماه و آسمان آهنین، بازی ویدیویی Anno 2205، رمان‌ها Luna:New Moon, Morning Star, Red Rising و ….                    | هلیوم-۳                                                               |
| هیدروژن-۴ واقعاً وجود دارد، اما با طول عمر حدود ۲۲–۱۰×۲ ثانیه بسیار ناپایدار است. ایزوتوپ‌های پایدار دیگر هیدروژن، دوتریوم و تریتیوم است که به‌طور واقعی در بمب‌های هیدروژن استفاده می‌شود. | از این ایزوتوپ هیدروژن به عنوان کوادیوم یاد می‌شود و یک دستگاه حرارتی هسته ای روز رستاخیز به نام بمب Q را تأسیس می‌کند که توسط دوش بزرگ گراند فنویک گرفته می‌شود. | رمان The Mouse that Roared                                                                                                | هیدروژن-۴                                                             |
| | | |                                                                       |
| بمب کثیف حاوی استرانسیم -۹۰ است که پتانسیل سلاح‌های تروریستی را دارد. | در یک قسمت از The Bionic Woman، جیمی سامرز با یک مجتمع رایانه ای در جهت تخریب کردن مبارزه می‌کند. اگرچه این نبرد فاقد بمب واقعی است، اما توسط یک بمب استرانسیم نظامی قرار است منهدم شود. در بازی ویدئویی Fallout 3، یکی از موارد مصرفی "Nuka-Cola Quantum" نام دارد که ظاهراً با افزودن استرانسیم -۹۰ در فرمول خود، ویژگی‌های منحصر به فردی بدست می‌آورد. | کتاب The Bionic Woman, Strontium Dog, Fallout 3                                                                           | استرانسیوم                                                            |
| همین اثر در کمبود ویتامین رخ می‌دهد. | در این کارها، انسان‌ها از نژادی گرفته شده‌اند که در آن مانند یک نوجوان، باهوش تر، سرسخت تر و محافظانی پاک هستند. این تحول‌ها بین گونه‌ها توسط یک ویروس ایجاد می‌شود. این موجودات کلونی‌هایی در زمین ایجاد می‌کنند، اما به مقدار قابل توجهی اکسید تالیوم در محیط نیاز دارد. از زمانی که زمین تالیوم کافی ندارد این ویروس از بین می‌رود و سپس انسان از گونه نوجوان تکامل می‌یابد. منتقدان بر این باورند که این امر نمی‌تواند شباهت DNA انسان و گونه‌های نخستین را نمی‌تواند توجیه کند. | محافظ و سایر آثار شناخته شدهٔ لری نیون                                                                                     | تالیم                                                                 |
| توریم می‌تواند در راکتورهای هسته ای مورد استفاده قرار بگیرد، و از اورانیوم بسیار فراوان‌تر است. این تکنولوژی در یک مقیاس بزرگ در راکتورها مانند THTR-300 تست شده‌است. | Robert A. Heinlein توریم را به عنوان یک سوخت برای فضاپیما پیش‌بینی کرد که در Rocket Ship Galileo و Have space Suit-Will Travel نشان داده شده‌است، و از موارد دیگر تمدن پیشرفتهٔ سفر به فضا در رمان او به اسم Citizen of the Galaxy توضیح داده شده‌است. هم‌چنین این مورد در سریال‌های بازی‌های ویدیویی به اسم Master of Orion دیده می‌شود. هم‌چنین توریم به عنوان مادهٔ منفجره در Star Wars:knights of the Old Republic II استفاده شده‌است. یک دستگاه رستاخیز شوروی در فیلم Dr. Strangelove از Stanley Kubrick از «کبالت توریم جی» استفاده می‌کند. در بازی World of Warcraft توریوم یک فلز کارآمد با رنگ مایل به سبز است که از سنگ استخراج می‌شود. بازی Thorium Wars یک بازی DISWare یک آینده «عصر جنگ و صلح» پیش‌بینی می‌کند که با توریوم طراحی می‌شود که زمانی که «توریونس-یک ابرقطعه از ماشین‌های بر پایهٔ توریم» بر علیه بشریت می‌شود، متلاشی می‌شود. | رمان‌های Robert A.Heinlein, Star Wars, و غیره                                                                              | توریوم                                                                |
| ورق قلع یا هر مادهٔ رسانا می‌تواند امواج الکترومغناطیس را مسدود کند(قفس فارادی را ببینید). با این حال، اثربخشی کلاه ورق قلع به عنوان محافظ امواج الکترومغناطیس کاهش می‌یابد زیرا یک محفظهٔ کامل نیست. اندازه‌گیری طرح‌های مختلف کلاه ورق قلع شعف نسبتاً کمی را نشان می‌دهد و حتی واکنش در بعضی فرکانس‌ها را تقویت می‌کند.                                                    | ظاهرا یک نفر می‌تواند خودش را توسط پوشیدن کلاه قلع از اشعه‌هایی که ذهن را کنترل می‌کند (دولت، بیگانه، شرکت و غیره) محافظت کند. در فیلم Up, Up and away ورق قلع مانند کریپتونایت برای ابرقهرمانان عمل می‌کند. در حال حاضر ماده ای که به عنوان قلع شناخته می‌شود از آلومینیوم ساخته می‌شود نه قلع. و این پدیده جهت استفادهٔ مورد نظر مقداری مهم است زیرا هر دوی این فلزها مواد رسانا و نرم هستند. | نظریه پردازان متفاوت، Signs                                                                                               | قلع                                                                   |
| حدس و گمان علمی قابل توجهی در مورد احتمال وجود عناصر پایدار وجود دارد. با این حال، مسکوویوم توسط دو گروه مختلف تولید شده‌است و بسیار ناپایدار است و ذرات آلفا در کمتر از یک ثانیه به نیهونیوم، عنصر ۱۱۳ تحلیل می‌رود. | در دنیای تئوری بشقاب پرنده‌ها در طی دهه‌های ۱۹۸۰ و ۱۹۹۰، باب لازار ادعا کرد که مسکوویوم به عنوان یک مولد موج گرانش برای بشقاب پرنده‌ها عمل می‌کند، و در اثر بمباران پروتون، عدد اتمی آن «افزایش می‌یابد» (برانگیخته می‌شود) و به لورموریم می‌رسد، و محصولات ناشی از تخریب و تجزیه لورموریوم شامل گراویتون یا «یک موج جاذبه خالص» (بدون تعیین کمیت از میدان جاذبه) است. در سریال X-COM با اشاره به این تئوری بشقاب پرنده‌ها، "عنصر ۱۱۵" به عنوان الریوم -۱۱۵ یا فقط الریوم شناخته می‌شود. ایزوتوپ پایدار "عنصر ۱۱۵" در بازی Dark Reign ایجاد می‌شود. ایزوتوپ پایدار "Element 115" قدرت لازم برای ماشین زمان "Back Step" را در مجموعه تلویزیونی هفت روزه آمریکایی تأمین می‌کند. در این سریال یک آلودگی محیطی تصادفی باعث ایجاد تعداد زیادی از اختلالات مادرزادی می‌شود. عنصر ۱۱۵ در Call of Duty بسیار مورد توجه قرار گرفته‌است: زیر مجموعه Black Ops در بازی "Nazi Zombies"، جایی که از این عنصر به عنوان Divinium یاد می‌شود. در بازی، از Divinium برای اهداف مختلفی استفاده می‌شود، مانند استفاده از سلاح، دوربرگردان‌ها، نوشیدنی‌های مایع معروف به "Perk-a-Colas"، گلوله‌های مخصوص معروف به "Gobblegum" و حتی این عنصر خود زامبی‌ها را ایجاد می‌کند. در Tomb Raider III , "Element 115" یکی از چهار قطعه سنگ شهاب سنگ است که توسط لارا کرافت در طول بازی به دست آمده‌است. این عنصر می‌تواند انفجارهای فیروزه ای قدرتمندی را ایجاد کند، و همچنین می‌تواند برای سرعت بخشیدن و تغییر شخصیت برای رسیدن به تکامل مورد استفاده قرار گیرد. در فصل دهم برنامه تلویزیونی X-Files سال ۲۰۱۶، اپیزود "مبارزه من" یک هواپیمای مثلثی و کشنده وجود دارد که از فناوری بیگانه ساخته شده‌است. وقتی فاکس مولدر از دانشمندی می‌پرسد که چگونه هواپیما می‌تواند نامرئی شود، دانشمند اظهار می‌کند "عنصر 115: Ununpentium" که ظاهراً از محل سقوط فضاپیماهای بیگانه در روزول، نیومکزیکو در سال ۱۹۴۷ بدست آمده‌است. | افسانه‌های شهری، تئوری توطئه بشقاب پرنده‌ها، Dark Reign، سریال X-COM و سایر موارد                                           | مسکوویوم (عنصر ۱۱۵)                                                   |
| در واقع انتظار می‌رود که نوترونیوم با هر فشاری به سرعت تجزیه شود. | این ماده که ماده ای کاملاً متراکم است و کاملاً از نوترون ساخته شده‌است، به عنوان ماده اصلی سازنده ستاره‌های نوترونی است که توسط جاذبه خاص خود در کنار هم نگه داشته می‌شود. نویسندگان از آن کشتی فضایی می‌سازند وبا توجه به ویژگی‌های خاص و مختلف مواردی مثل زره، مواد دارای ساختار و شبکه مشخص و غیره از این ماده ساخته می‌شود. فشار زیاد گرانش ستاره نوترونی، اتمهای سطح ماده را تقریباً ۱۰۱۳ برابر چگال تر از اتم‌های سطح زمینه که تحت گرانش آهن قرار داردند می‌کند. حداقل ۱۰ میلیارد (۱۰۱۰) برابر قوی تر از فولاد خاکی است و ممکن است به همان روشی که نانولوله‌ها در یک ماده ترکیبی قرار می‌گیرند، باسایر مواد ترکیب شود و کامپوزیت بسازد. | بسیار متنوع (برای دیدن مثال‌های مختلف به این لیست مراجعه کنید)                                                             | نوترونیوم                                                             |
| اگرچه برنامه‌های کاربردی برای انسان محدود به سیستم‌های تنفس مصنوعی است (به عنوان مثال LiquiVent)، موش‌ها از غوطه وری طولانی مدت در فلوروکربن‌های مایع که حلالیت اکسیژن در آنها بسیار زیاد است زنده مانده‌اند. وقتی حیوان به زمین خشک برگردد، مایع از ریه‌هایش بخار می‌شود و دوباره می‌تواند هوا را تنفس کند.                                                               | مایعی قابل تنفس (بدون نام؟) به عنوان جو اکسیژن رسان در لباس غواصی در اعماق دریا استفاده می‌شود. یک موش آزمایشگاهی واقعی در لیوان مایعات «غرق» می‌شود، اما با غلبه بر وحشت اولیه، کاملاً با خوشحالی شنا می‌کند. منتقدان این را به عنوان نمونه ای از تأثیر علمی تخیلی غیرقابل تصور که واقعاً ممکن است، ذکر کرده‌اند. | The Abyss (ورطه) | پرفلوئوروپروپیل فوران (پرفلوئوروکربن اکسیژنه به عنوان مایع قابل تنفس) |
| پولونیوم یک پوشش محافظتی بسیار ضعیف ایجاد می‌کند - دقیقاً در بالای دمای اتاق، در مدت زمان کوتاهی بخار می‌شود. | در کتاب Sold to Satan از مارک تواین، بدن رادیومی Satan توسط یک پوست محافظ ساخته شده از پولونیوم پوشانده شده‌است | متنوع | پولونیوم                                                              |
| رودیم عضوی از گروه فلزات پلاتین است که دارای خواص مفید اما غیر جذاب است. | از رودیم و فلزات کنار آن در جدول تناوبی می‌توان برای مهار «ریز مغناطیس» استفاده کرد، نیرویی شبیه الکترومغناطیس. این نیرو دارای خصوصیات واقعاً خاصی است - بلافاصله منتشر می‌شود، می‌تواند هر عنصر سنگینی را بشکافد و زنجیره فضا-زمان را تغییر شکل می‌دهد و ارتباط و مسافرت سریعتر از نور را امکان‌پذیر می‌کند. ردومغناطیس نیز در گذر از کتاب What Mad Universe فردریک براون ذکر شده‌است. با این حال ، منتقدان این موضوع را به عنوان «بزرگترین شیطان» قلمداد کرده‌اند. | کتاب انسان نما جک ویلیامسون                                                                                               | رودیم                                                                 |
| ایده پوچ نیست؛ ابررسانایی دمای اتاق در فشار بالا به دست آمده‌است و راه‌های ممکن برای تلاشهای عملی بیشتر در دست بررسی است. به‌طور خاص، بیان دقیق اینکه ابررسانایی فشار کم و دمای اتاق غیرممکن است، بسیار دشوار است، زیرا در حال حاضر نظریه ای وجود ندارد که نحوه کار ابررساناهای دما بالا (که هنوز هم نیاز به خنک سازی بسیار پایین‌تر از دمای اتاق دارند) را توضیح دهد. | در داستان‌های علمی، ابررساناهایی که در دما و فشار محیط کار می‌کنند، برای جابجایی اجسام عظیم و بدون استفاده از نیرو مورد استفاده قرار می‌گیرند و باعث ایجاد انقلابی در بسیاری از فن آوری‌ها، از جمله انتقال نیرو و ذخیره انرژی می‌شوند. | Ringworld و بسیاری دیگر                                                                                                   | ابررساناهای دما بالا                                                  |
| برخی از فعل و انفعالات هسته‏ای وجود دارد که فقط در در مواد بلورین و کریستاله اتفاق می‏افتد. به عنوان مثال، اثر Mössbauer که بر جذب و انتشار اشعه‏ ی گاما تاثیر می‏گذارد، در بلورهای روی مشاهده شده است . | بلور روی ماده ‏ای است که از آن لوله ‏های متحرک فیوژن ساخته می‏شود. این که چه خاصیتی از روی مورد استفاده قرار گرفته است و یا این که چرا روی بهترین ماده برای این کاربرد است توضیح داده نشده است . | رمان protector، و بقیه ‏ی کارها توسط Larry Niven نتظیم شده در Known Space                                                  | روی                                                                   |
| آزمایش های بیولوژیکی در زندگی واقعی از این مکانیزم استفاده میکنند.با این حال لیزین یک انتخاب ضغیف است زیرا بیشتر انسان ها نمیتوانند آنرا تولید کنند اما با قرار دادن آن در رژیم غذایی خود رشد میکنند | در فیلم پارک ژوراسیک , dnaدایناسور ها اصلاح شده است.به شکلی که آن ها نمی توانند لیزین تولید کنند و باید توسط سیستم تغذیه پارک به بدن آن ها برسد در غیر این صورت آن ها خواهند مرد. این یک اقدام برای جلوگیری از گسترش موجودات در صورت فرار به دنیای خارج است. در این کتاب داینساورها با خوردن چیزهای غنی از لیزین( مانند سوسا و عدس) فرار میکنند و زنده می مانند | پارک ژوراسیک | لیزین                                                                 |
| از توریم می توان در راکتورهای هسته ای استفاده کرد. به علاوه توريم بسیار فراوان تر از اورانیوم است. این فناوری در مقیاس نسبتاً وسیعی در راکتورهایی مانند THTR-300 آزمایش شده است. | رابرت ا. هاین لین ، توریم را به عنوان سوخت فضاپیماهاي آینده پيش بيني کرده که در موشک کشتی گالیله نشان داده شده و دارای لباس فضایی است. و همچنین تمدن پیشرفته سفرهاي فضایی در رمان "شهروند کهکشان" توصیف شده است. این کاربرد در سری بازی های ویدیویی Master of Orion نیز دیده می شود. در بازی Knights of the Old RepublicIاز توریم به عنوان ماده ای بسیار منفجره استفاده می شود. شوروي در فیلم استنلی کوبریک دکتر استرنج لاو در روز قيامت "کبالت توریم G" را به کار می گیرد. در بازی World of Warcraft ، توریم یک فلز مايل به سبز کارآمد است که از ذخایر سنگی بدست مي آيد. در بازیThorium Wars”" با به کارگيري توريم آينده را "دوران صلح و رفاه" متصور کرده. و زماني که "Thorions - یک نوع ماشین پيشرفته مبتنی بر توریم" بر ضد بشریت قيام کند اين آينده خوش پايان مي يابد. 36 | رمان های رابرت ا. هاینلین ، جنگ ستارگان ، و دیگران                                                                        | توريم                                                                 |

جستارهای وابسته
- علم در داستان علمی تخیلی
- انواع فرضیات در بیوشیمی. اکثر گونه‏ های پتانسیل از بیوشیمی در داستان‏های علمی تخیلی استفاده شده است
- اونوبتاینیوم (نادیده گرفتن)
- فهرستی از عنصرها، مواد، ایزوتوپ‏ ها و ذرات اتمی علمی تخیلی
- دسته بندی: مواد علمی تخیلی
- دسته‏ بندی: فیزیک داستان علمی تخیلی